# James Templeton & Co
Pour les articles homonymes, voir Templeton.
La société James Templeton & Co est une entreprise industrielle du secteur textile fondée en 1839 dans le quartier de Bridgeton à Glasgow, en Écosse. Elle est spécialisée dans la fabrication de tapis, et emploie au plus fort de son activité environ 3 000 personnes. Elle disparaît en 1979.
Elle est principalement connue aujourd'hui pour ses bâtiments d'usine s'inspirant de l'architecture gothique vénitienne, édifiés en 1892, situés au bord du grand parc de Glasgow Green et reconvertis en centre d'affaires et de loisirs.

## Histoire

### Période active

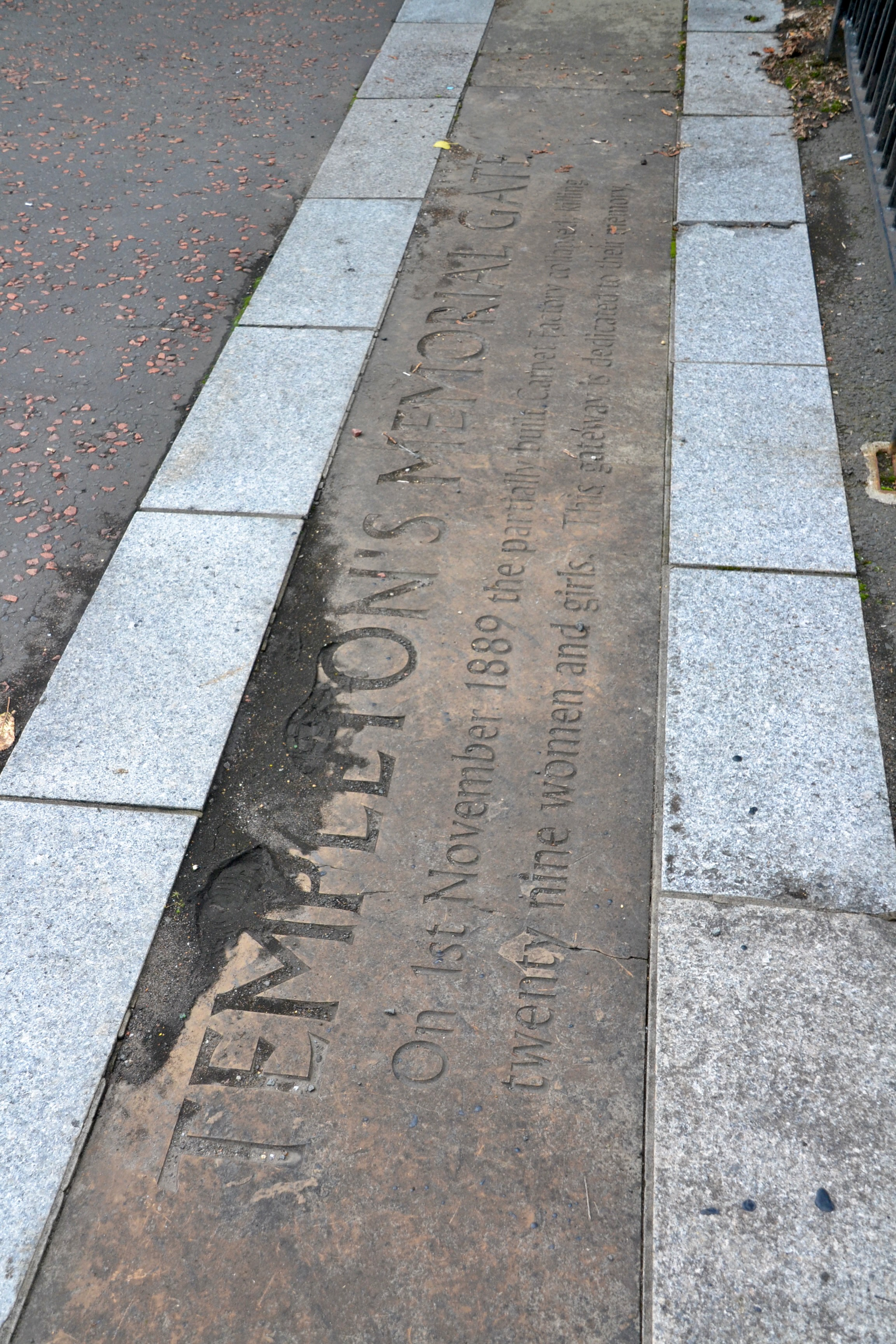
Mémorial aux victimes de l'accident du 1 novembre 1889.

L'entreprise s'installe à son emplacement actuel en 1857. Elle s'installe dans les locaux d'une ancienne filature de coton construite en 1823. Plusieurs ajouts sont effectués, en deux temps, entre 1868 et 1869, puis de nouveaux ateliers de tissage entre 1881 et 1889. À partir de 1889, l'entreprise engage la construction d'une nouvelle usine, dont l'esthétique s'inspire ouvertement du Palais des Doges de Venise, en Italie. William Leiper (en) en est l'architecte. Habitué à utiliser le grès jaune, actif dans toute l'Écosse des années 1860 aux années 1900, Leiper renouvelle ici son style en recourant massivement à la brique rouge et aux tuiles et mosaïques aux couleurs vives.
À la fin de la construction, l'édifice subit un effondrement partiel, le 1er novembre 1889, causant la mort de 29 ouvrières dans les ateliers de tissages adjacents. Une pierre commémorative gravée au sol rappelle le souvenir de cet événement depuis les travaux de rénovation menés en 2005. En 1900, un autre accident, un incendie cette fois, marque le site.
En 1897, un nouveau bâtiment en briques de cinq étages est ajouté.
En 1969, l'entreprise fait l'acquisition de la société Grays, basée à Ayr, mais cette expansion fragilise l'équilibre de la firme, qui est ensuite rachetée par l'Américain Guthrie Corporation, qui pendant un temps commercialise la production sous le nom de « British Carpets », avant de cesser toute activité sur le site de Templeton en 1979. L'usine est dès lors désaffectée.

### Période post-industrielle
En 1981, les droits d'utilisation de la marque « James Templeton & Co » sont rachetés par la société rivale Stoddart & Co, qui poursuit la fabrication dans une nouvelle usine installée à Elderslie, dans la banlieue de Glasgow. En 1984, l'Agence du Développement en Écosse reconvertit les bâtiments de l'usine de Glasgow en un centre d'affaires, baptisé Templeton On The Green. La réhabilitation du site, opérée par l'architecte James Anderson, permet à ce dernier d'obtenir un prix aux Regeneration of Scotland Design Awards en 1986.
Templeton On The Green accueille des activités diversifiées, résultat d'un projet de relance du centre d'affaires initié en 2005 : appartements, brasserie, bar et restaurant complètent depuis lors l'ensemble de bureaux.

## Bâtiment

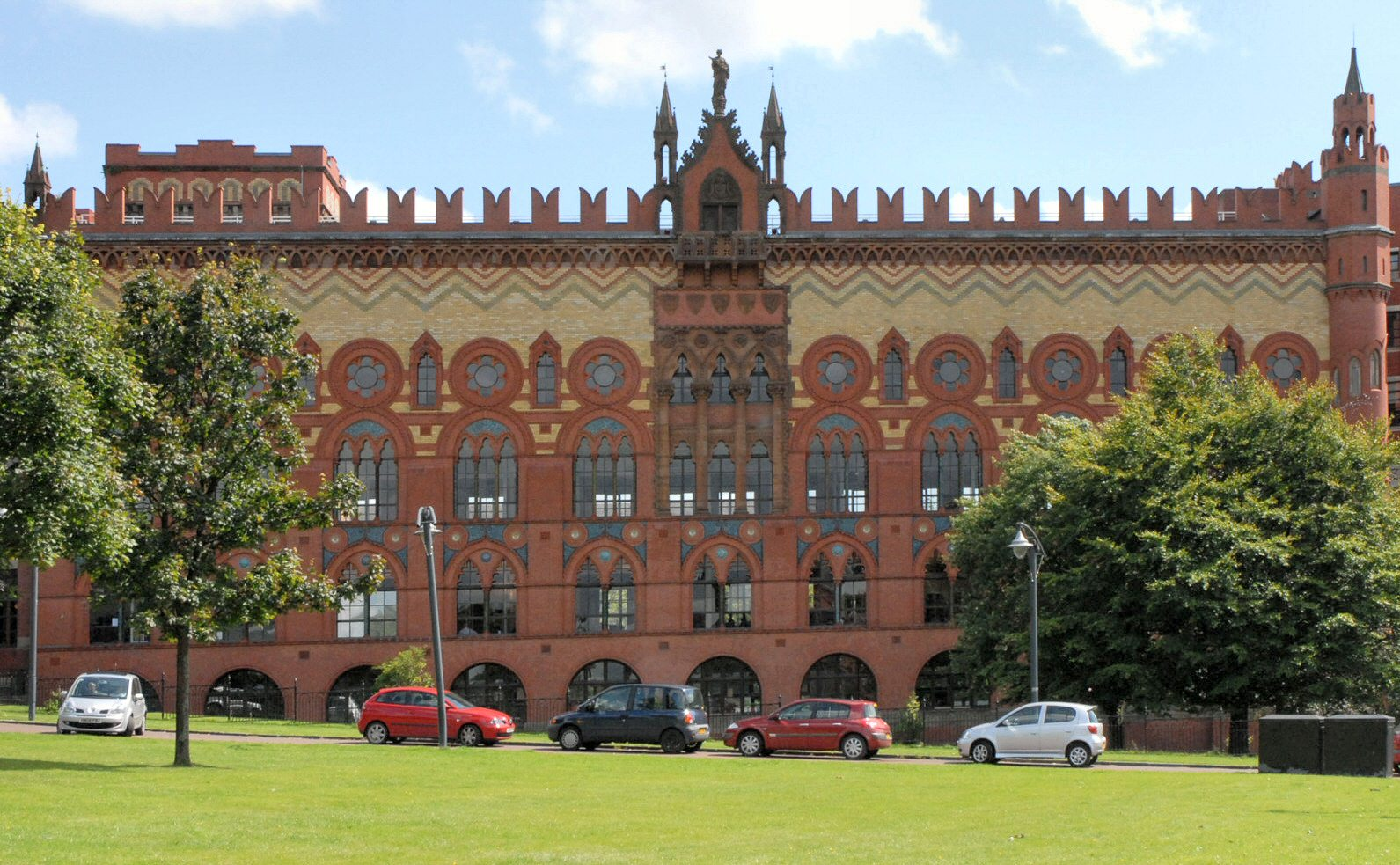
Façade principale du bâtiment (élévation nord-ouest).
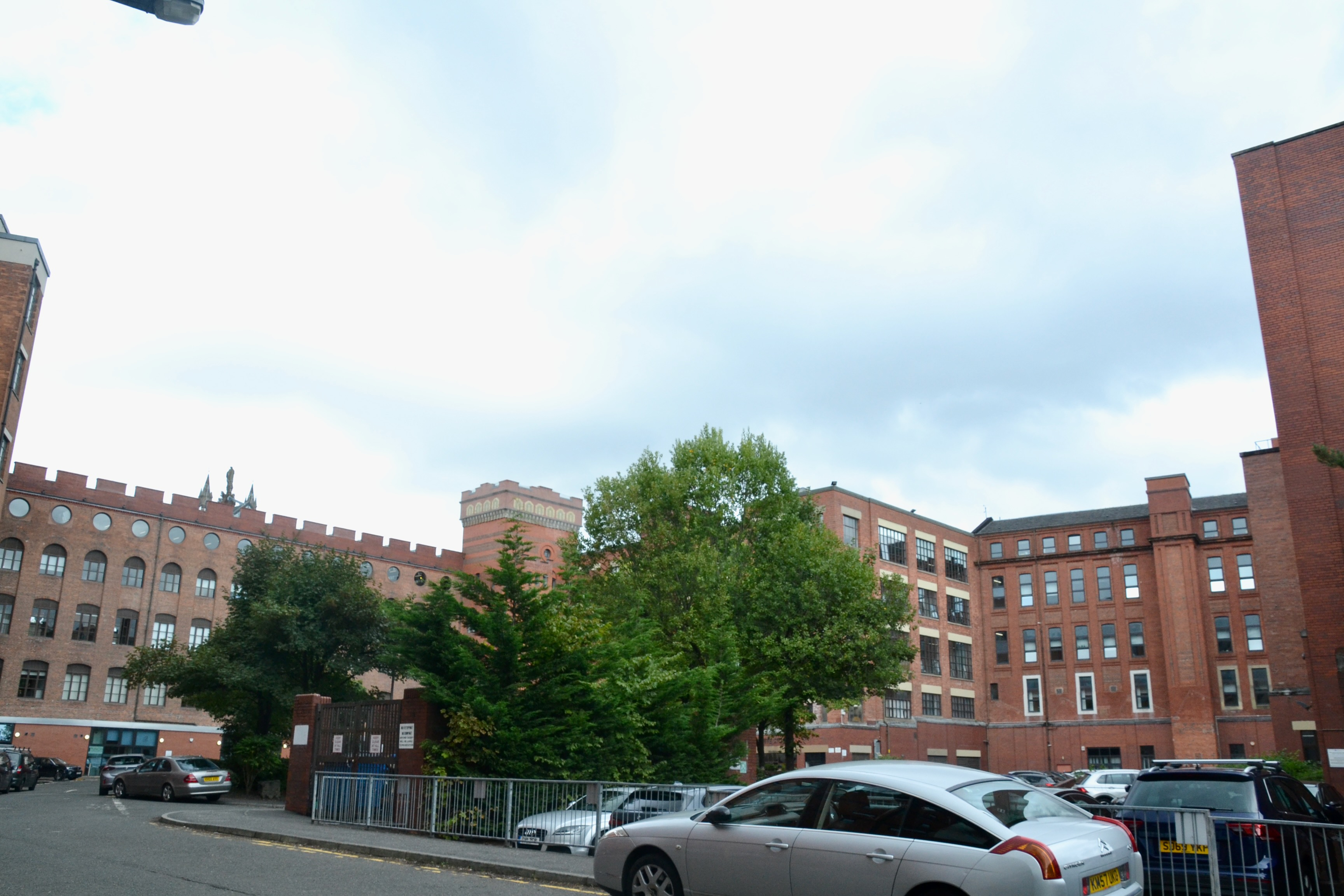
Cour intérieure.

Le bâtiment le plus remarquable du site industriel, abritant les ateliers de confection de tapis, se démarque par ses parements en brique polychrome et en grès. Haut de quatre étages, surmonté d'un grenier, il comprend quatre rangées de 11 baies. L'usine est finalement achevée en 1892. 
L'esthétique du bâtiment intègre plusieurs éléments d'inspiration gothique, comme les arcs en ogive.

Façades occidentales
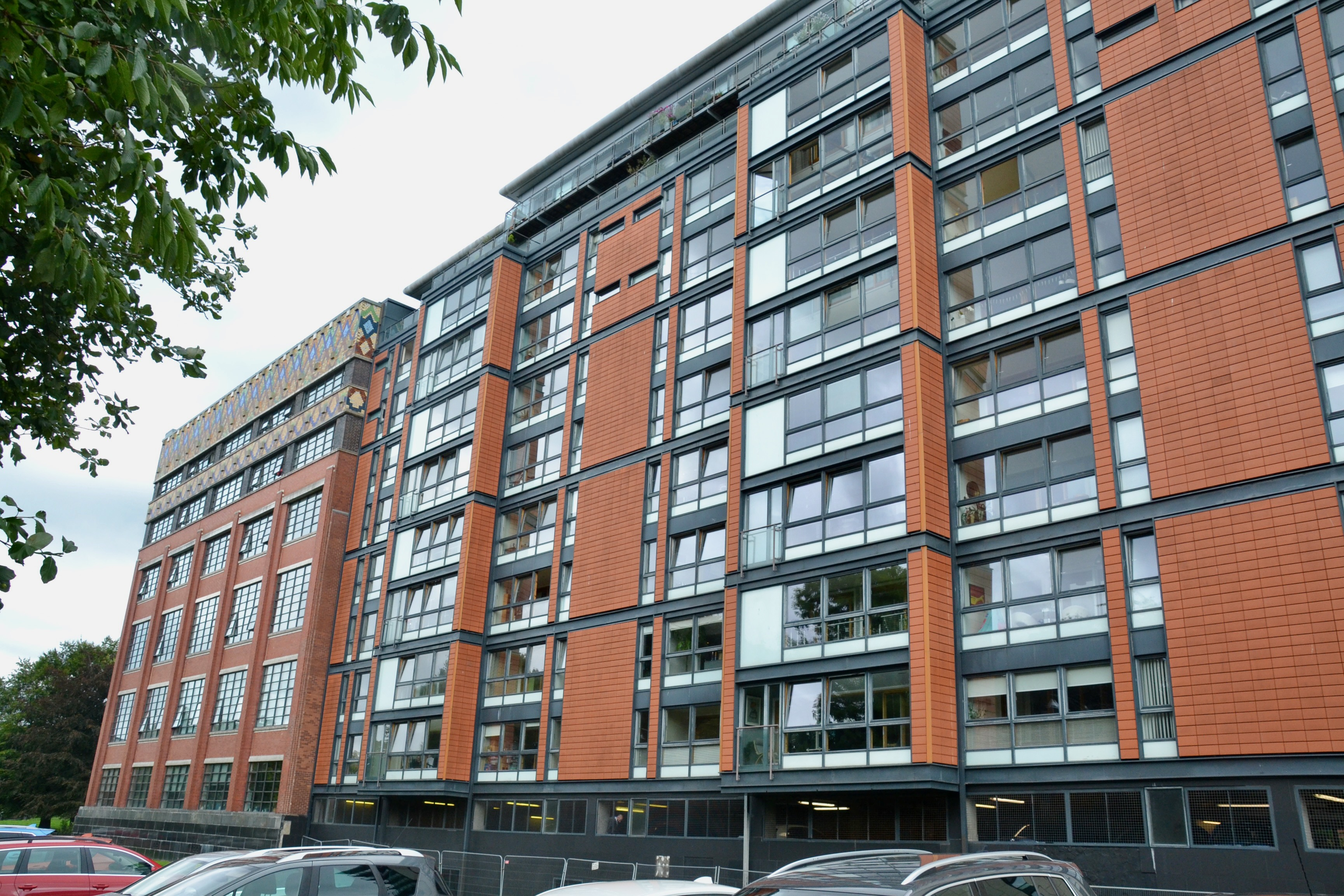
Façade sud-ouest
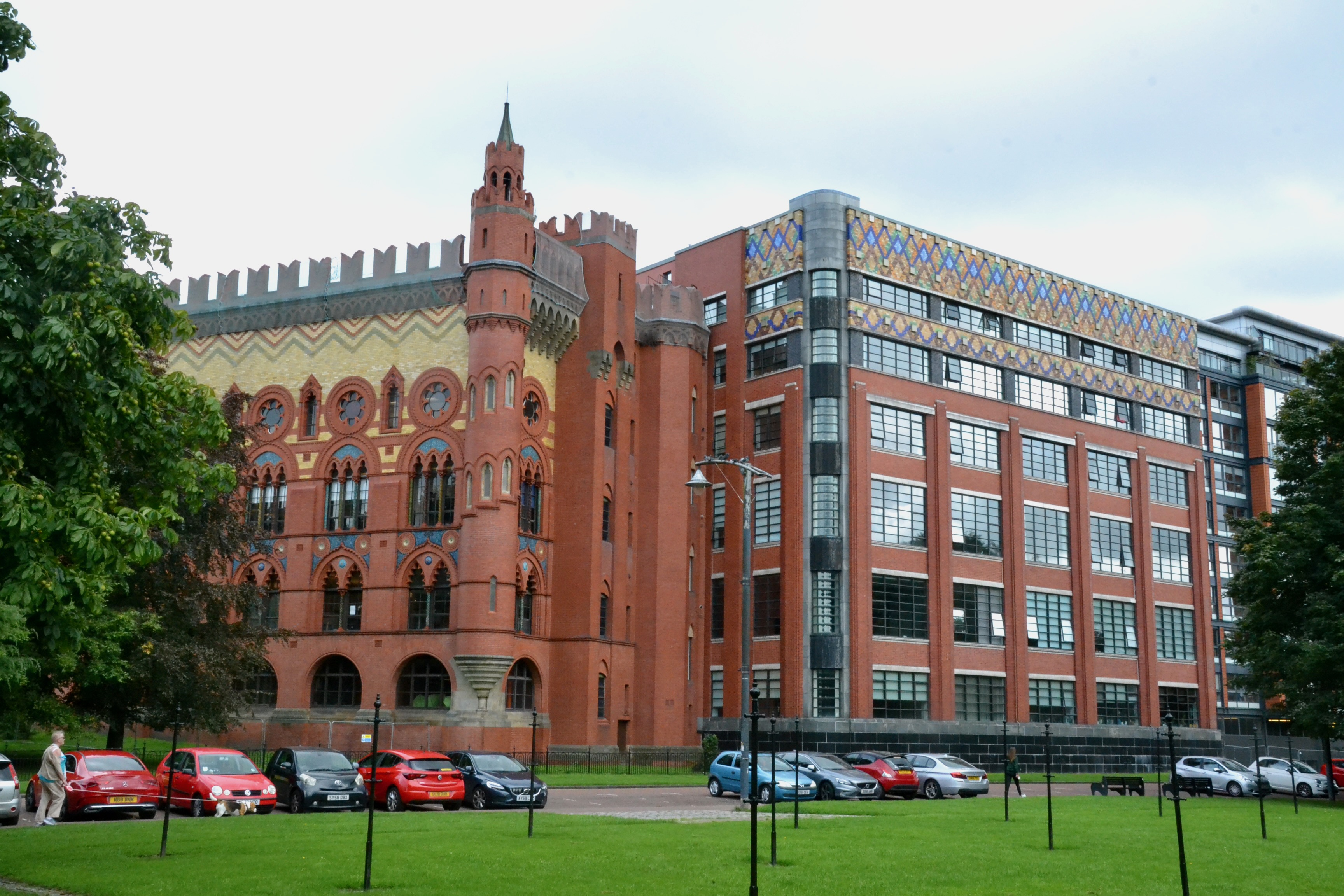
Angle ouest.
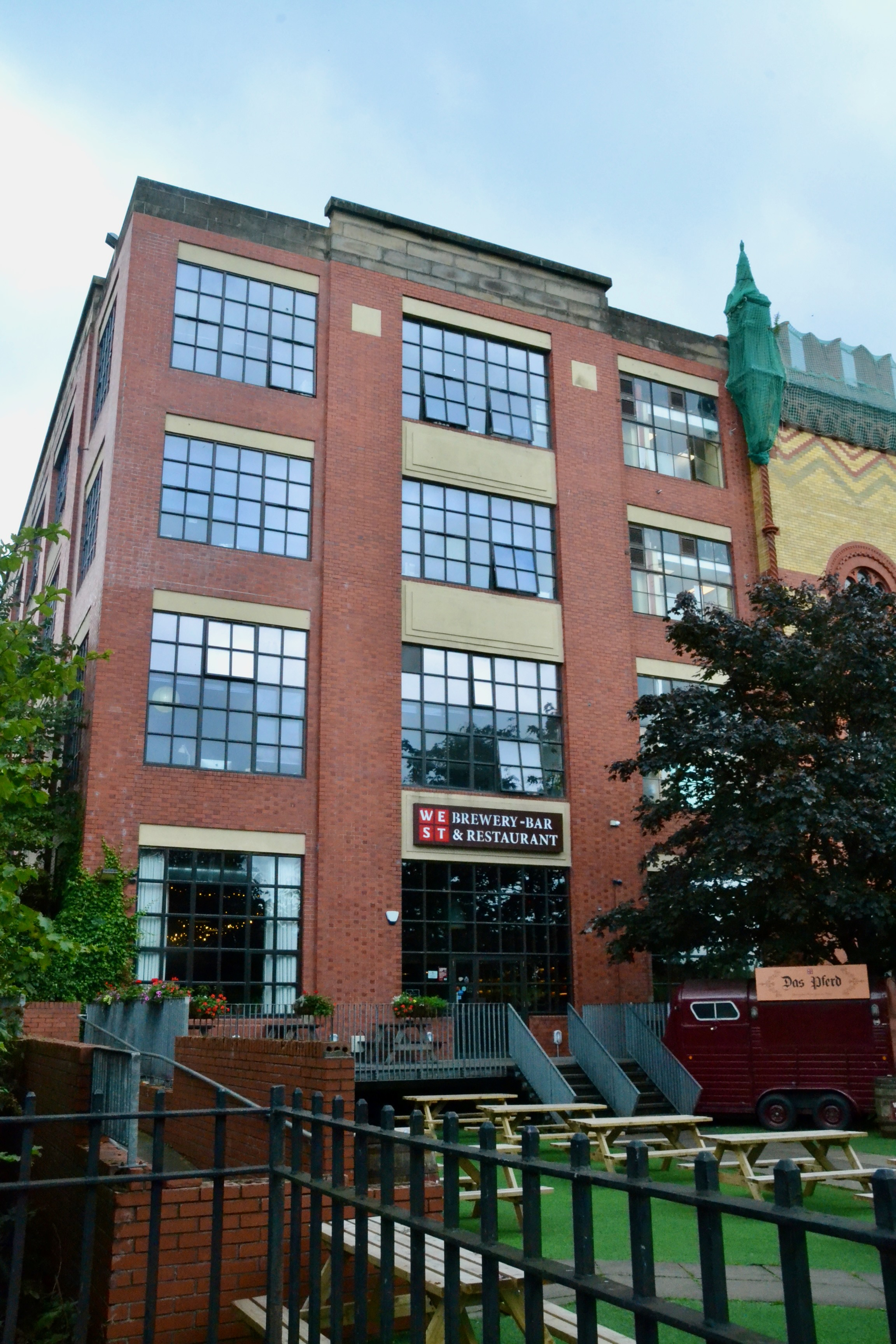
Façade nord-ouest.

Façades orientales
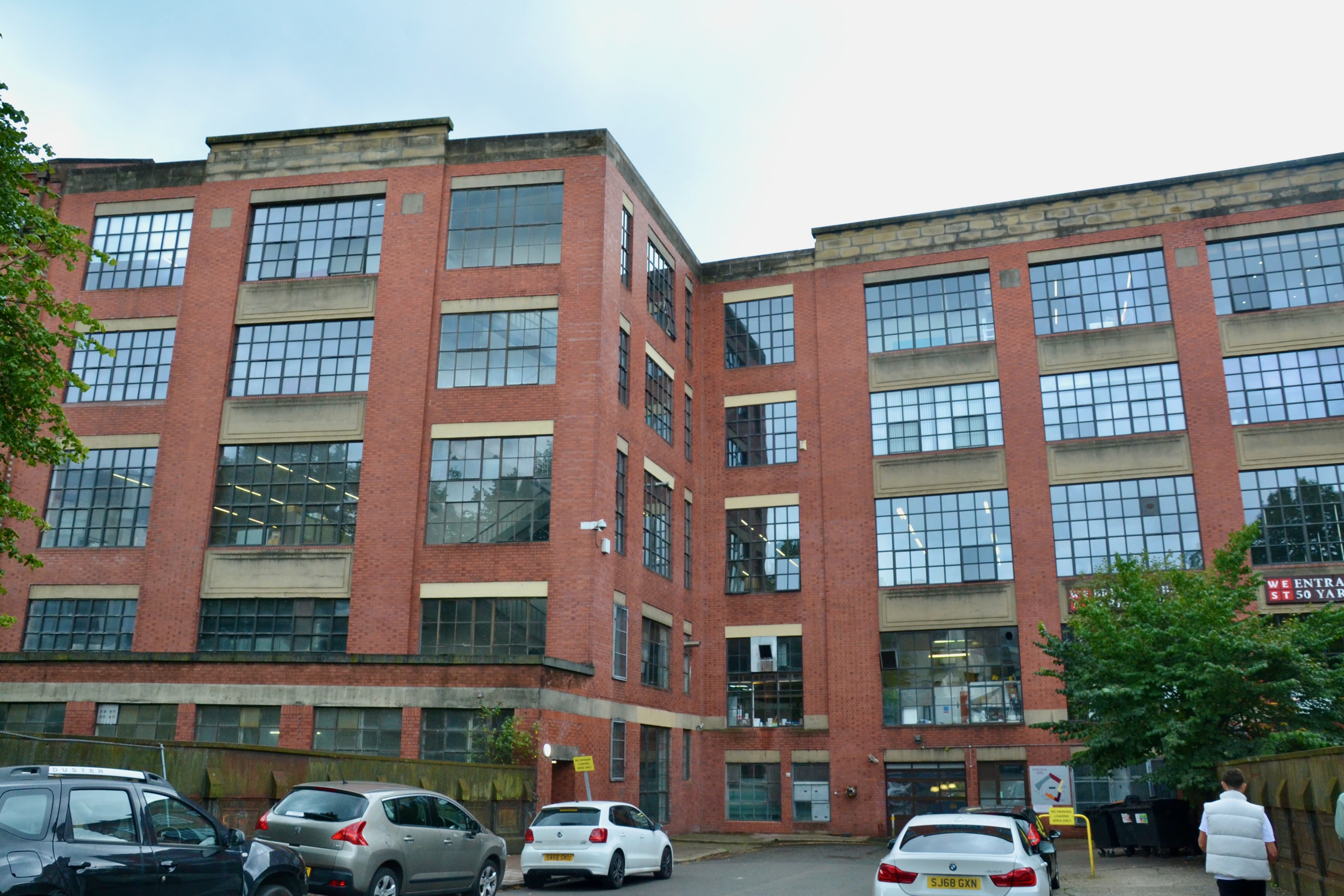
Façade nord-est.
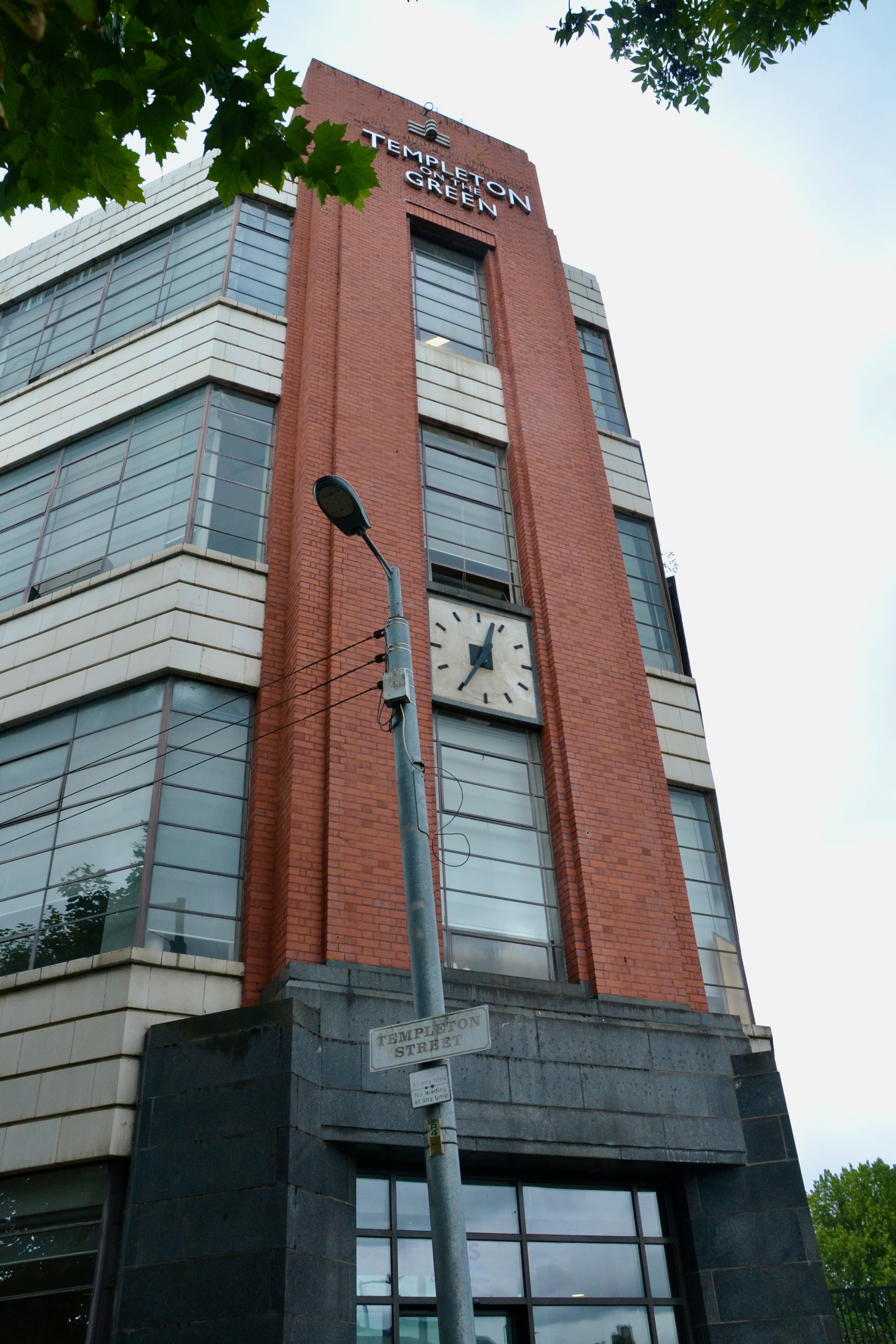
Angle est.
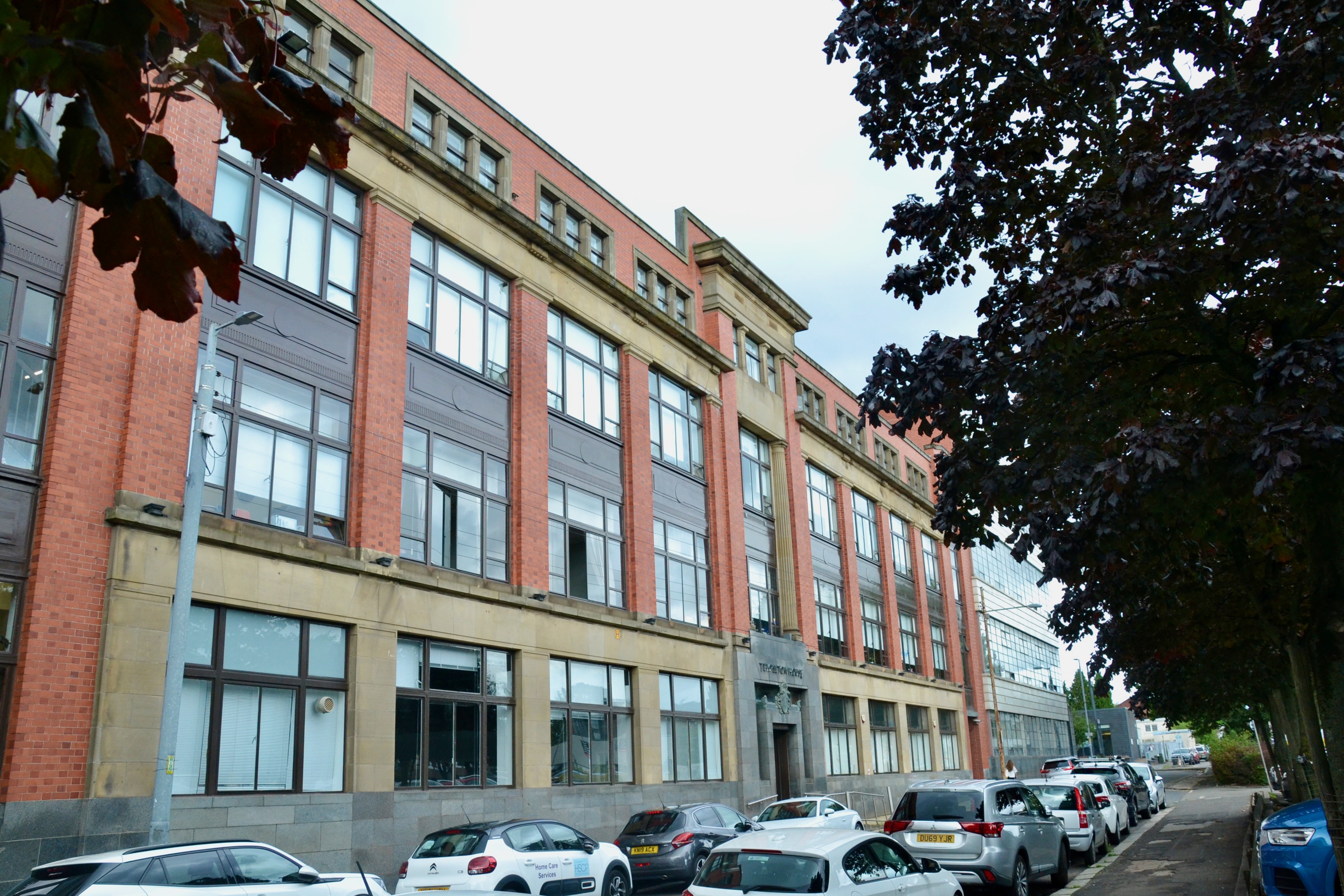
Façade sud-est.